# Nolwenn Leroy
Nolwenn Leroy, właśc. Nolwenn Le Magueresse (ur. 28 września 1982 w Saint-Renan) – francuska piosenkarka, autorka tekstów piosenek, kompozytorka i instrumentalistka.
Zwyciężczyni drugiej edycji telewizyjnego show Star Academy. Zdobywczyni nagrody NRJ Music Awards w roku 2004 w kategorii „Debiut roku”. Jedna z przyjaciółek Grégory’ego Lemarchala.

## Życiorys
Nolwenn Leroy urodziła się 28 września 1982 roku w małej miejscowości Saint-Renan w Bretanii. Gdy miała 11 lat, jej rodzice rozstali się i Nolwenn wraz z mamą i siostrą zamieszkały u rodziców matki w Saint-Yorre (Owernia). 
Nolwenn była uczennicą Collège des Célestins w Vichy, później uczęszczała do Lycée de Presles w Cusset i za radą nauczyciela muzyki, postanowiła uczyć się gry na skrzypcach. W lipcu 1998 roku została wybrana do wymiany międzynarodowej. Pojechała do Cincinnati w stanie Ohio w USA. Po powrocie do Francji, postanowiła uczyć się śpiewu klasycznego w konserwatorium w Vichy. W 2001 roku dostała się na prawo na uniwersytecie w Clermont-Ferrand (specjalizacja: prawo angielsko-amerykańskie). Chciała zrobić karierę w ONZ lub jakiejś organizacji pozarządowej, w przypadku nie rozwinięcia się jej kariery muzycznej. Kiedy oglądała pierwszą edycję Star Academy, zafascynowała ją profesor śpiewu, Armande Altaï i zadecydowała zapisać się do jej klasy. Po ponad sześciu miesiącach nauki poszła na casting do drugiej edycji Star Academy i została jednym z 16 uczestników. Wygrała ten program w grudniu 2002 roku i od tego czasu zaczęła się jej kariera muzyczna.
Po sukcesie albumu Bretonne artystkę uhonorowano wprowadzeniem jej podobizny w postaci figury woskowej do muzeum Grévin w Paryżu (9 października 2012).

## Dyskografia

### Albumy studyjne
| Rok  | Album                  | Pozycja na liście | Pozycja na liście | Pozycja na liście | Pozycja na liście | Pozycja na liście | Pozycja na liście |
| Rok  | Album                  | FR                | BEL (Wa)          | SWI               | GER               | USA (World)       | KOR               |
| ---- | ---------------------- | ----------------- | ----------------- | ----------------- | ----------------- | ----------------- | ----------------- |
| 2003 | Nolwenn                | 1                 | 1                 | 2                 | —                 | —                 | —                 |
| 2005 | Histoires Naturelles   | 3                 | 7                 | 44                | —                 | —                 | —                 |
| 2009 | Le Cheshire Cat et Moi | 26                | 32                | —                 | —                 | —                 | —                 |
| 2010 | Bretonne               | 1                 | 1                 | 20                | 13                | 10                | 34                |
| 2012 | Ô Filles de l'eau      | 5                 | 5                 | 35                | 60                | —                 | —                 |
| 2017 | Gemme                  | 3                 | 3                 | 15                | —                 | —                 | —                 |

### Albumy koncertowe
| Rok  | Album                     | Pozycja na liście | Pozycja na liście | Pozycja na liście | Pozycja na liście |
| Rok  | Album                     | FR                | BEL (Wa)          | SWI               |                   |
| ---- | ------------------------- | ----------------- | ----------------- | ----------------- | ----------------- |
| 2007 | Histoires Naturelles Tour | 25                | 21                | —                 |                   |
| 2014 | Ô Tour de l'eau           | 26                | 36                | —                 |                   |

### Single
| Rok  | Tytuł                        | Pozycja na liście | Pozycja na liście | Pozycja na liście | Album                     |
| Rok  | Tytuł                        | FR                | BEL (Wa)          | SWI               | Album                     |
| ---- | ---------------------------- | ----------------- | ----------------- | ----------------- | ------------------------- |
| 2003 | „Cassé”                      | 1                 | 1                 | 4                 | Nolwenn                   |
| 2003 | „Une Femme Cachée”           | 40                | 23                | 78                | Nolwenn                   |
| 2003 | „Suivre Une Etoile”          | 12                | 24                | 44                | Nolwenn                   |
| 2004 | „Inévitablement”             | 31                | 26                | —                 | Nolwenn                   |
| 2006 | „Nolwenn Ohwo!”              | 1                 | 3                 | 29                | Histoires Naturelles      |
| 2006 | „Histoire Naturelle”         | 30                | 39                | —                 | Histoires Naturelles      |
| 2006 | „Mon Ange”                   | 14*               | 6*                | —                 | Histoires Naturelles      |
| 2007 | „J’aimais Tant L’Aimer”      | —                 | —                 | —                 | Histoires Naturelles      |
| 2007 | „Reste Encore”               | —                 | —                 | —                 | Histoires Naturelles      |
| 2009 | „Faut-il, Faut-il Pas?”      | —                 | 6*                | —                 | Le Cheshire Cat et Moi    |
| 2010 | „Textile Schizophrénie”      | —                 | —                 | —                 | Le Cheshire Cat et Moi    |
| 2010 | „Suite Sudarmoricaine”       | —                 | 26*               | —                 | Bretonne                  |
| 2010 | „Mná na h-Éireann”           | —                 | 25*               | —                 | Bretonne                  |
| 2010 | „La Jument de Michao”        | 34*               | 13                | —                 | Bretonne                  |
| 2011 | „Tri Martolod”               | 48*               | 29                | —                 | Bretonne                  |
| 2011 | „Brest”                      | —                 | 42                | —                 | Bretonne                  |
| 2011 | „Moonlight Shadow”           | 48                | 32                | —                 | Bretonne (Deluxe Edition) |
| 2012 | „Juste pour me souvenir”     | 43                | 13                | —                 | Ô filles de l'eau         |
| 2013 | „Sixième Continent”          | —                 | 11*               | —                 | Ô filles de l'eau         |
| 2013 | „J'ai volé le lit de la mer” | —                 | 4*                | —                 | Ô filles de l'eau         |
| 2017 | „Gemme”                      | 28                | 7*                | —                 | Gemme                     |
| 2017 | „Trace ton chemin”           | —                 | 4*                | —                 | Gemme                     |

FR: * pobieranie plików, BEL: * Ultratip; singel „Le dernier mot” został wydany tylko w Kanadzie